# Marbach (Schwarzach)
Der Marbach ist ein etwa 1,5 Kilometer langer, rechter Nebenfluss der Schwarzach in Laub im unterfränkischen Landkreis Kitzingen.

## Geographie

### Verlauf
Der Marbach entspringt auf einer Höhe von etwa 239 m ü. NHN im Süden der Gemarkung Eichfeld, das heute ein Gemeindeteil der Stadt Volkach ist. Er fließt einige Meter in Richtung Südsüdwesten, ehe er sich in Richtung Süden wendet. An der Gemarkungsgrenze Eichfeld-Reupelsdorf erreicht er das sogenannte Marbachshölzlein, ein verbuschtes Waldstück, das zu großen Teilen in der Flächeneinheit des Wiesentheider Gemeindeteils Reupelsdorf liegt.
Bereits nach wenigen Metern verlässt er das Gebiet des Marktes Wiesentheid wieder. Er bildet für die nächsten Meter die Grenze zwischen Wiesentheid-Reupelsdorf und Prichsenstadt-Laub und damit die Grenze zwischen den beiden Gemeinden. In seinem Unterlauf wird der Marbach von der Bundesstraße 22 überquert. Er mündet auf einer Höhe von 212 m ü. NHN in unmittelbarer Nähe zur Weidemühle in der Gemarkung von Laub in die Schwarzach.
Sein etwa 1,5 km langer Lauf endet ungefähr 27 Höhenmeter unterhalb seiner Quelle, er hat somit ein mittleres Sohlgefälle von etwa 18 ‰.

### Einzugsgebiet
Das Einzugsgebiet des Heiligenbachs liegt im zum Steigerwaldvorland gehörenden Naturraum Steigerwaldvorland von Neuses und wird durch ihn über die Schwarzach, den Main und den Rhein zur Nordsee entwässert. Der Bach wird von landwirtschaftlichen Flächen gesäumt. Lediglich das Marbachhölzlein im Mittellauf ist nicht Teil der menschlichen Nutzung.
Es grenzt
- im Nordwesten an das Einzugsgebiet des Seeflußgrabens;
- im Nordosten an das des Sadelbachs, der über die Schwarzach entwässert und
- im Südosten, Süden und Südwesten an das der Schwarzach selbst.

## Schutzgebiete
Der Marbach wird auf nahezu seiner gesamten Länge von den unteren Naturschutzbehörden als schützenswert eingestuft. So ist das Gewässer Teil des ausgedehnten Schutzgebietskomplexes Südliches Steigerwaldvorland, das zum Schutz von seltenen Stand- und Wandervögeln eingerichtet wurde. Daneben bestehen an den Ufern des Bachs Biotope. Besonderen Schutz genießt der schmale Gehölzsaum, der den Marbach in seinem Mittellauf begleitet und aus typischen Begleit-Baumarten besteht.